# Juryj Kazloŭ
Juryj Sjarheevič Kazloŭ (in bielorusso Юрый Сяргеевіч Казлоў?; Vicebsk, 21 maggio 1991) è un calciatore bielorusso, centrocampista del Belšyna.

## Carriera
Ha giocato nella prima divisione bielorussa.

## Palmarès

### Club

#### Competizioni nazionali
- Druhaja liha: 1

Luč Minsk: 2015
- Peršaja Liha: 3

Luč Minsk: 2017
Naftan: 2022
Maladzečna: 2024

### Individuale
- Capocannoniere della Peršaja Liha: 1

2022 (13 reti)